# Tokeh (Fahrzeug)
Der Tokeh ist eine Studie eines militärischen, leichten, taktischen Einsatzfahrzeuges von Rheinmetall Defence. Das Fahrzeug ist derzeit eine Machbarkeitsstudie und wurde 2006 vorgestellt. „Tokeh“, der Name der Machbarkeitsstudie, leitet sich von einer Gecko-Art ab.
Das Fahrzeug kann zwei Mann transportieren, einen Fahrer und einen Kommandanten/Passagier. Mit einem Gesamtgewicht von 2,4 t ist der Tokeh mit einem NH90- oder CH-53-Transporthubschrauber luftverladbar. Das Fahrzeug verfügt über gute Geländegängigkeit und Allradantrieb. Als Motor soll ein 2,3-Liter-Dieselmotor, der die Euro-III-Norm erfüllt, mit 85,5 kW eingesetzt werden. Standardmäßig ist das Fahrzeug ungepanzert und verfügt über kein festes Dach, sondern nur über ein Abdeckplane. Optional kann das Fahrzeug eingeschränkt gegen ballistische Waffen (5,56 mm bis 7,62 mm) sowie mit einem Teilschutz gegen Handgranaten ausgerüstet werden. Als Bewaffnung kann ein Maschinengewehr für den Beifahrer oder als Hecklafette montiert werden.
Vom Aufbau und geplanten Einsatzzweck ähnelt der Tokeh dem derzeit bei der deutschen Bundeswehr verwendeten Wolf und soll diesen, nach Ansicht von Rheinmetall, wohl auch ersetzen.